# فهرست اصطلاحات شمشیربازی
واژه‌نامه اصطلاحات کاربردی در رشته ورزشی شمشیربازی، در سه شاخه (سابر، فلوره، اپه)

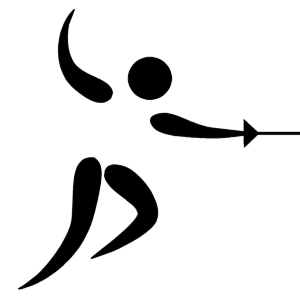
نماد رشته شمشیربازی در المپیک -غیررسمی

## آ-ا
آبستِین: زمانی که داور نمی‌تواند دربارهٔ «هیت» اطمینان دهد.
- Abstain

آبسنس آو بلِید: معمولاً با پایین نگه‌داشتن تیغه اسلحه و عدم «بیت» به تیغه حریف فاصله خود را حفظ کرده و شرایط را برای «کانتر اتک» یا «کانتر ریپوست» حریف می‌بندد.
- Absence of blade

آرم پروتکتور، پلاسترون: از پوشش‌های محافظتی، محافظ زیر بازو بیشتر در تمرینات.
- Arm protector, Plastron

آن-بلاک: خارج‌شدن بازیکن یا حریف از حالت بلاک.
- On-block

آنگارد، انگارد: «گارد» گرفتن (بگیرید).
- On-guard, En-garde

آنگارد پوزیشن: پوزیشن ابتدایی با فرم پاها به صورت O یا n کج.
- On-guard position

اپل: حرکت کلاسیک کوبیدن محکم پای جلو یا پشت برای ترازگیری یا ایجاد ترس برای کنار کشیدن حریف.
- Appel

اِپه: اسلحه یا یکی ار رشته‌های ورزشی شمشیربازی.
- Épée

اتک: تهاجم، حمله.
- Attack

ادونس: حرکت یک الی سه مرتبه‌ای رو به جلو در حالت مشابه «آنگارد پوزیشن».
- Advance

ادونس لانژ: یک مرتبه از ادونس و یک مرتبه از «لانژ» به سمت جلو با هدف حمله (اتک) یا «ریپوست».
- Advance lunge

استاپ، اَقه، هالت!: توقف!، متوقف کردن بازی توسط داور.
- Stop, Arrêt, Halt

استاپ تیپ، پوینت اَقه: سَری سه‌سر اسلحه در بازی‌های کلاسیک برای گیرکردن اسلحه به لباس حریف در مشخص شدن «هیت».
- Stop tip, Pointe d'arrêt

استاپ هیت: حرکت مشابه کانتر اتک. ??
- Stop hit

استراتژی-فنسینگ
- Strategy

اِسکورینگ اَپرِیتوس {فرانسوی:آپاره/ابهام زدایی}: بورد «ال ای دی» رنگی با زمان‌سنج و دو بخش امتیاز دهی و دو چراغ متصل یا جدای برج مانند به رنگ زرد (اغلب سفید (خاموش)) متصل به قرقره که در ثبت «هیت» سبز یا قرمز می‌شود.
- Scoring apparatus

اسمال سورد: شمشیری کلاسیک، بیشتر با کاربرد زینتی یا رژه‌های نظامی، با اهداف غیر از مسابقات شمشیربازی.
- Smallsword

اکستنشن اتک: ساده‌ترین و نرم‌ترین اتک بدون هیچ حرکت افزوده.
- Extension attack

اَلقِیتیر کلیپ: گیره (کلیپ) سوسماری متصل به لباس رسانا.
- Alligator clip

اَله: حرکت، پیش!.
- Allez

اف-آی-ای: فدراسیون جهانی شمشیربازی.
- Abbr: FIE, Fédération Internationale d'Escrime

اوکتاو: هشتمین لاین.
- Octave

این-تایم: انجام‌شدن حرکت و امتیازگیری در کمترین هدر رفت زمان توسط بازیکن. ??
- In-Time

این-دایرکت: «هیت» حریف بدون «بیت» به اسلحه، در لاین دیگری از لاین اولیه شروع حمله (اتک) یا ریپوست قرارگیرد.
- Indirect

اینسیستنس: انجام حمله (اتک) با وجود «پری» حریف.
- Insistence

این-فایتینگ: تلاش دو بازیکن زمانی که به اندازه‌ای به هم نزدیک می‌شوند که فضا برای بالا بردن اسلحه بسیار کم بوده که در این صورت بازیکن، از حالت «آنگارد پوزیشن» خارج‌شده و کمی به عقب یا جهت مخالف حریف، خود را خم می‌کند تا از تماس بدنی خطا رها شود و گاه اسلحه را در پوزیشن ۹ قرار می‌دهد یا ول می‌کند تا «هیت» به حریف انجام شود.
- In-Fighting

اینگیجمنت: حالت قفل کردن تیغه حریف با پیوستن تیغه بازیکن برا انجام حمله (اتک) یا حرکت‌های دیگر که با «دیس اینگیج» دفع می‌شود.
- Engagement

اینوایتیشن: باز گذاشتن یک محور (لاین) برای تشویق و فریب حریف برای حمله (اتک).
- Invitation

اینولُپمنت: حرکت مشابه «بایند» اما با درازای بیشتری از تیغه که با حالت «سیرکل پری» انجام می‌شود.
- Envelopment

## ب
بالسترا: مشابه حرکت «ادونس» در «ادونس لانژ» با نیرو و سرعت بیشتر.
- Balestra

باوت، بوت: یک دور مسابقه کامل بین دو بازیکن.
- Bout

بایند، تیکینگ د بلِید: نیرو وارد کردن با «فورتِی» اسلحه برای دور نگه‌داشتن شمشیر حریف در محور (لاین) مخالف یا محور (لاین) بیرونی.
- Bind

سیدینگ پری: منحرف کردن حریف از هدف با چرخاندن تیغه به دور اسلحه حریف همراه با خارج کردن اسلحه از حالت «بایند» شده.
- Ceding parry

بروُد سورد: مشابه سابر سنگین‌وزن دولبه و پهن، مورد استفاده در جنگ‌های قرون وسطا و صلیبی، با اهداف غیر از مسابقات شمشیربازی.
- Broadsword

بروُکن تایم: شکست (وقفه) زمانی در گام‌های زمان دار و منظم حمله (اتک) در فریب حریف برای انجام «کانتر اتک» و اجرای حرکت مدنظر بازیکن.
- Broken-time

بریچز: از پوشش‌های محافظتی، شلوار، شلوارک.
- Breeches

بک سورد: شمشیر بُران تاریخی از نوع سابر سنگین‌وزن و تیغه برنده، با اهداف غیر از مسابقات شمشیربازی.
- Backsword

بلاک: مسدود کردن و جلوگیری از حرکت مدنظر حریف.
- Blocking

بلک کارد: کارت سیاه، برای نشان دادن خطاهای جدی برای حذف بازیکن از شرکت و حضور در مسابقات و رویدادهای مربوط؛ همچنین مورد استفاده برای اشخاص حاضر در سالن.
- Black card

بلِید: بخش دوم شمشیر، تیغه اسلحه.
- Blade

بیت، بیت اتک: ضربه‌ای زدن عمدی به اسلحه حریف برا جلوگیری از بلاک شدن بازیکن یا انجام حرکت پیش‌روی.
- Beat attack

## پ
پاره، پری: دفاع با اسلحه برای بستن «کانتر» حریف.
- Parry

پامل، پمل: بخش سَری‌دسته اسلحه.
- Pommel

پد: بخش پشتی گارد طراحی شده برای حفظ انگشتان از فشار «گارد»، اکثراً از جنس فلز اسلحه.
- Pad

پرونیشن: حالت دوم درست گرفتن دسته اسلحه در دست، کف دست رو به پایین.
- Pronation

پریم: نخستین لاین.
- Prime

پرپریشن: هرگونه حرکتی برای شروع حمله (اتک) همراه با یک حرکت پیشرونده.
- Preparation

پرزیدنت، دایرکتور، رِفری: در حکم داور یا بغل دست داور برای تعیین حق تقدم امتیاز (دایرکتور).
- President, Director(Directeur), Referee

پره، پله: آماده.
- Prêts, Prêtes

پریوریتی، رایت آو وِی: حق‌تقدم، در سابر و فلوره نشان می‌دهد که چه کسی امتیاز «هیت» را دریافت می‌کند. در تجدید نظری سال ۱۹۹۵ که در قوانین اسلحه‌ها صورت گرفت، اگر امتیاز دو بازیکن برابر باشد و زمان به پایان برسد، کسی امتیاز را می‌برد که در شروع یک دقیقه مانده به آخر مسابقه، برنده پرتاب سکه شده‌است.
- Priority, Right of way

پوینت، اِسکور: امتیاز.
- Point, Scoring

پوینت، باتن، سوویچ شمشیر: بخش پنجم و سَری انتهای تیغه اسلحه همراه دکمه حساس به فشار.
- Point, Button, Switch

پوینت این لاین: قرارگیری پوزیشن با زوایه ۱۸۰ درجه آرنج و هم راستایی ساعد و اسلحه.
- Point in line

## ت
تاکتیک-فنسینگ
- Tactic

تایم کیپر: مسئول زمان‌سنجی.
- Timekeeper

تراست: حمله‌ای (اتکی) مشابه «لانژ» که با «پوینت» اسلحه انجام می‌شود.
- Thrust

تووش، تاچ: برخورد و هیت موفق.
- Touché, Touch

تکنیک
- Technique

تنگ: بخش فلزی که دسته معمولاً پلاستیکی، روی آن پیاده شده‌است.
- Tang

تیپ: بخش انتهایی و سَری اسلحه.
- Tip

تیقِس: سومین لاین.
- Tierce

## ج
جوری، جاجز: هیئت‌داوران متشکل از چهار نفر که بیشتر در «درای-فنسینگ» حضور دارند و رای‌نهایی توسط داور اصلی داده خواهدشد.
- Jury, Judges

## چ
چِست پروتکتور: از پوشش‌های محافظتی، محافظ سینه (ویژه بانوان).
- Chest protector

چینج آو اینگیجمنت: ??
- Change of engagement

چینج بیت، کانتر بیت، سیرکل بیت: «بیت» با جهت غیرمنتظره پس از حرکت دایره‌ای تیغه زیر اسلحه حریف.
- Change beat, Counter beat, Circle beat

## د
داکینگ: جمع کردن بدن به حالت نشسته (چمباتمه یا کشیده) برای دفع حرکت «فلِش» یا «لانژ».
- Ducking

دایرکت: «هیت» بدون «بیت» به شمشیر در همان لاین اولیه شروع حمله (اتک) یا «ریپوست».
- Direct

دوئل: جنگ تن به تن.
- Duel

دابل، دوبل، دابل تووش، سیمل تینیس: «هیت» تقریباً همزمان (کمتر از ۴۰ میلی ثانیه در اپه که هردو امتیاز می‌گیرند) تیغه‌ها به حریف مقابل، بیشتر بدون امتیاز در سابر و فلوره.
- Double, Doublé, Double Touch, Simultaneous

دابل: حرکت تیغه به صورت یک نیم‌دایره به دور تیغه حریف برای خارج کردن تیغه بازیکن از حالت «سمای سیرکل» حریف. ??
- Doublé

درای-فنسنیگ، استیم-فنسینگ: بازی بدون «اِسکورینگ اَپرِیتوس» و تجهیزات الکتریکی که درآن بر سر اسلحه یک گردی یا بخش پلاستیکی به جای دکمه استفاده شده‌است و دو داور حضور داشته و هرکدام «هیت» را ببینند با بالا بردن دست اعلام می‌کنند.
- Dry (USA), Steam (UK, AU)

دروبمنت: حرکت مشابه «سمای» در جهت مورب، دایره‌ای، عمودی یا حتی افقی اما سریع، با وارد کردن ضربه‌ای (بیتی) محکم به تیغه حریف برای پایین رفتن لاین اسلحه و «گارد» و سپس «هیت» به ساعد، روشی کاربردی برای شکست بلاک حریف در حالت «پوینت این لاین» که درصورت حرفه ای بودن حریف با حرکت «آبسنس آو بلِید» جلوی «کانتر اتک» بازیکن را می‌گیرد.
- Derobement

دیس اینگیج، دگژی: حرکت تیغه به صورت کوچک‌ترین نیم‌دایره ممکنه به زیر تیغه حریف برای انتقال «تیپ» اسلحه بازیکن به لاین مقابل و سپس «کانتر» یا «اکستنشن اتک» به سمت حریف اگر حریف «پری» انجام ندهد، درحالت «پوینت این لاین» ناکارآمد، کار آمد در پوزیشن ۳، ۴ اسلحه حریف.
- Disengage

دیسکانکت: دفع شمشیر حریف در جهت مورد نظر. ??
- Disconnect

## ر
رپیر سورد: با دسته‌ای بسیار مشابه به «گریپ-ایتالیایی»، با دولبه بُران، با «پوینت» تیز برای ایجاد شکاف در لباس حریف، با اهداف غیر از مسابقات شمشیربازی.
- Rapiersword

راند: مرحله.
- Round

رایت آو وِی: قوانین حق تقدم در امتیازگیری بازیکن در فلوره و سابر، هرمقدار حرکت واضح‌تر، اصولی‌تر و تهاجمی‌تر باشد، شانس حق تقدم‌گیری (پریوریتی) از داور بیشتر می‌شود.
- Right of way

رد کارد: کارت قرمز، مورد استفاده برای بازیکنی که نقض قوانین کلی و جزئی بازی را دوباره تکرار کند که در نهایت یک امتیاز به حریف داده می‌شود و درصورت نشان دادن کارت قرمز برای «تووش»، امتیاز گرفته‌شده بازیکن، داده نمی‌شود.
- Red card

رولز-فنسینگ: قوانین شمشیربازی.
- Fencing rules

رومیز، ریپریز، ریدابلمنت: نوعی از «دابل اتک» پس از خطا رفتن (میس)، برای گرفتن فرصت «کانتر اتک» از حریف با حمله دوباره و بلافاصله در همان «دایرکت» به سمت «تارگت» قبلی از حریف که در نوع «ریپریز (ریدابلمنت)» به «تارگت» دیگری تغییر لاین و پوزیشن داده می‌شود.
- Remise, Reprise, Redoublement

ریپوست: حمله (اتک) یا «پری» در پاسخ به حرکت حریف.
- Riposte

ریتریت: عقب‌نشینی و حرکت ساده و نرم رو به عقب.
- Retreat

رییل: حلقه (قرقره) پشت خط انتهایی برای جمع‌شدن سیم متصل به بازیکن.
- Reel

## ز
زگوند: دومین لاین.
- Seconde

## ژ
ژاکت: از پوشش‌های محافظتی، به زیر «لَمه» پوشیده می‌شود.
- Jacket

## س
سابر: اسلحه یا یکی ار رشته‌های ورزشی شمشیربازی.
- Saber

ساکز: از پوشش‌های محافظتی، جوراب.
- Socks

سپتیم: هفتمین لاین.
- Septime

ست: دسته یا یک بخش چند قسمتی از لوازم شمشیربازی یا مجموعه کامل از ابزارهای مورد استفاده شمشیرباز.
- Set

ست-فنسینگ: یک دور از مسابقه.
- Fencing set

سدوبل {به اشتباه:کِدوبل/ابهام زدایی}: حساب شدن «هیت» همزمان و دریافت امتیاز توسط دو بازیکن در بازی اپه.
- C'est double

سَلوت: حرکتی از اسلحه پیش از شروع و حتی پایان مسابقه برای ادای احترام به حریف به رسم‌ورزشکاری، و دست‌دادن در پایان مسابقه، که درصورت انجام نشدن ممکن است، فرد خاطی کارت سیاه بگیرد.
- Salute

سَله، پیست: محل کادربندی برگزاری مسابقه و تمرین شمشیربازی یا باشگاه مسابقات و تمرین.
- Salle, Piste, Strip

سِمای، سِمی: حرکتی نیم‌دایره‌ای برا بردن تیغه حریف از لاین بالا به پایین.
- Semi

سِمای سیرکل: ترکیب حرکت «سِمای» و «نیمه-سرکولار پری» در ابعاد بزرگ‌تر.
- Semi-circular

سِمای بایند، کوقازی، کراس: ترکیب حرکت «سمای» و «بایند» و نگه‌داشتن تیغه حریف به همراه «گلیز».
- Semi-bind, Croisé, Cross

سوپاینیشن: حالت اول درست‌گرفتن دسته اسلحه در دست، کف دست رو به بالا.
- Supination

سورد: شمشیر، اسلحه.
- Sword

سوکت: محل اتصال سَری دو (سه) شاخه سیم در پشت «گارد» اسلحه.
- Socket

سیرکل پری، کانتر پری: حرکت مدور تیغه در «پریِ» پوزیشن ۶، ۴، ۸ و ۷ با تیغه به سمت داخل، مشابه «کانتر پری» با تفاوت کاربرد در دفع حمله (اتک) به ویژه در پوزیشن 4.
- Circle parry

سیکست: ششمین لاین.
- Sixte

سیمپل: حرکت ساده.
- Simple

## ف
فلوره، فویل: اسلحه یا یکی ار رشته‌های ورزشی شمشیربازی.
- Fleuret, Foil

فلِش، اَررو: حمله (اتک) ناگهانی با «پوینت» اسلحه به سمت حریف به صورت کشیده و فشار روی پا جلو و گاه همراه با پرش (جامپ).
- Flèche, Arrow

فلِک: حرکت محبوب شمشیربازان حرفه‌ای که با برخورد «پوینت» اسلحه انجام می‌شود. در این حرکت شلاق گونه در امتداد «پری»، که تابع قانون «اینرسیست»، در اثر وارد کردن نیرو در جهت حرکت تیغه، تیغه به سمت بیرون خم شده و سپس تیغه را به بدن حریف نزدیک کرده و بخش خم شده با شتاب بیشتر به سمت مخالف لاین قبل خم می‌شود و به بازیکن اجازه می‌دهد در «لانژ» و «کانتر اتک» از سمت چپ یا راست، گاه همراه با «جامپ»، فاصله خود را با حریف حفظ کند و از بلاک عبور کند. همچنین در «هبت» از پشت در صورت رد شدن از بازیکن کارساز است.
- Flick

فلانژ: معروف به «سابر فلِش»، حرکت «فلِش» در حالت «لانژ» که به صورت کشیده رو به جلو انجام می‌شود، و خطر شکسته شدن «فویبل» اسلحه بالا است.
- Flunge

فنسینگ: رشته ورزشی شمشیربازی.
- Fencing Sport

فورتِی: بخش دوم یا سوم اسلحه و بخش نسبتاً پهن‌تر تیغه نزدیک به دسته اسلحه.
- Forte

فول: خطای عمد یا غیرعمد بازیکن اغلب با دریافت کارت اخطار یا حذف (کارت سیاه).
- Foul

فویبل، دبیل، دبول: بخش سوم یا چهارم اسلحه و نسبتاً شکننده تیغه که برای حرکت‌های سریع و با تعادل کمتر به‌خصوص در «بیت».
- Foible, Debile, Debole

فینت اتک، اِسکیو: حرکتی برای پرت شدن حواس حریف مخصوصاً هنگام حمله (اتک) حریف برای انجام «کانتر اتک» یا «کامپوند اتک».
- Feint attack, Esquive

## ک
کات: حمله ای (اتکی) که با برخورد لبه تیغه همراه است و «کاتی» که به منظور «هیت» به حریف است و فقط در سابر امتیاز خواهد داشت.
- Cut

کات اور، کوپ: حرکتی مشابه «گلیز» کردن که در آن حریف، اسلحه را در پوزیشن ۳ و ۴ (به سمت «ماسک» حریف) قرارداده و بازیکن در حالت پوزیشن ۶ و کمی پایین‌تر با سرعت به سمت حریف حمله می‌کند و فرصت ادامه پری را از حریف گرفته و بلاک می‌کند.
- Cut over, Coupé

کامپتیشن: مسابقه.
- Competition

کامپوند اتک، تقومپما: حمله (اتک) یا «ریپوستی» که با یک الی چند «فینت اتک» برای پرت شدن حواس حریف همراه است. ??
- Compound attack, Trompement

کانتر: پاسخ، بازکوب در مقابل حرکت حریف.
- Counter

کانتر اتک: «استاپ هیت» و حمله (اتک) بلافاصله بدون حرکت اضافی در پاسخ حمله (اتک) حریف.
- Counter attack

کانتر تایم: پاسخ «کانتر اتک» با «کانتر اتک». ??
- Counter time

کانتر پری: پاسخ «پری» حریف برای جلوگیری و سد کردن «ریپوست».
- Counter parry

کانتر ریپوست: حمله (اتک) پس از «ریپوست» حریف.
- Counter riposte

کراس اور: حالت ضربدری دو پا وقتی که پای عقب پای جلو را رد کند یا بلعکس که در سابر در حالت اول و به احتمال حالت دوم این حرکت ممنوع و نوعی خطا است.
- Cross over

کنت: پنجمین لاین.
- Quinte

کویلین، کراس گارد: بخش «هیلت» و تیغه که با هم به شکل چلیپا درآمده‌اند.
- Quillion

کور-ا-کور، کُق-اَ-کُق: تماس بدنی یا برخورد دو دسته اسلحه‌های بازیکن‌ها که برخورد، در فلوره و سابر خطا بوده و موجب توقف بازی می‌شود، در اپه این برخورد درصورت خشن بودن و با نیروی زیاد چه عمدی یا غیرعمدی، خطا محسوب می‌شود.
- Corps à corps

کِولار: الیاف مقاوم دربرابر پارگی و رسانایی کم مورد استفاده در پوشش اصلی شمشیرباز و دور «ماسک».
- Kevlar

## گ
گارد: به احتمال بخش دوم اسلحه، پهن گونه و فلزی، فولادی یا آلومینیومی جلوی میله دسته برای محافظت از دست شمشیرباز.
- Guard

گتخ: چهارمین لاین.
- Quatre

گریپ: بخش میله ای دسته برای نگه داشتن اسلحه.
- Grip

گریپ-ایتالین: دسته ایتالیایی، دسته مشابه «فرنچ» اما با یک میله پشت «گارد» برای نگه‌داشتن.
- Italian grip

گریپ-فرنچ: دسته فرانسوی، دسته صاف با «پمل» بزرگ‌تر.
- French grip

گریپ-پیستول: دسته «پیستول» مانند، به فرم دست و حالت دسته تفنگ.
- Pistol grip

گریت سورد: شمشیر بُران بزرگ دولبه تیز تاریخی که توسط شمشیرزن‌های قهار، با اهداف غیر از مسابقات شمشیربازی.
- Greatsword

گلو: دستکش، که در نوع سابر دارای یک لایه رسانا به نام منشت است.
- Glove

گلیز، گریز، کوله: حمله با ترفندی است که تیغه بازیکن در راسته تیغه حریف خراشیده می‌شود و اسلحه با به نوعی بلاک کردن تیغه حریف، «هیت» انجام می‌دهد.
- Glisé, Graze, Coulé

## ل
لانژ: حرکت ناگهانی پیشرونده شمشیرباز با زاویه ۱۸۰ درجه پشت زانوی پای پشتی و ۱۲۰ الی ۸۰ درجه پشت زانوی پای جلو.
- lunge

لانگ سورد: مشابه گریت سورد که با یک دست می‌توان آن را حمل کرد و درازتر است، با اهداف غیر از مسابقات شمشیربازی.
- Longsword

لاین: محور، جهتی که حمله (اتک) به آن سمت انجام می‌شود.
- Line

لاینز: اشاره به پوزیشن‌ها و محور «پری‌ها» یا بخش‌بندی‌های روی بدن بازیکن‌ها دارد که از داخل به خارج بدن (به طرف دست مسلح) و بالا به پایین به ترتیب (۵ (یا پرایم)، ۳) - (۴، ۶) - (۱(یا ۵)، ۲) - (۷، ۸) - (۹) می‌باشد و ممکن است در رشته‌های مختلف، متفاوت باشد یا حتی به چهار بخش کاهش یابد.
- Lines

لَمه، وست: لباس رسانا.
- Lamé, Electrical vest

## م
ماسک، مسک: محافظ صورت و سر.
- Mask

ماریجینگ: فولاد استفاده شده در تیغه اسلحه‌ها.
- Maraging steel

مچ: مجموعه ای از مسابقه‌های (بوت‌های) بین دو تیم.
- Match

مُنشت: در دستکش مخصوص سابریست‌ها که یک لایه رسانای فلزی در بخش بالاتر از مچ است.
- Manchette

مولینه: حرکت کلاسیک چشمگیر آرام با چرخاندن مچ همراه با «دیاگونال پری» که به ندرت در سابر استفاده می‌شود، برای نشان دادن مهارت شمشیربازی.
- Moulinet

میس: خطارفتن، از دست‌دادن «تارگت».
- Miss

## ن
نویِم: نهمین لاین بوده که با حالت مورب عمودی اسلحه اجرا می‌شود و در فلک یا «این-فایتینگ» بیشترین کاربرد دارد.
- Neuvieme

نیوتون: واحد سنجش نیروی وارده از طرف تیغه‌ها به سطح‌ها و سنجش حداکثر مقاومت پوشش‌ها در برابر ضربه‌ها.
- Newton, N

## و
وان-تو: نوعی «کامپوند اتک» که با دو «پری» برای فریب و سپس دو «دیس اینگیج» همراه است. ??
- One-two

وایر، کورد: سیم متصل به بازیکن.
- Wire, Cord

وارنینگ: هشدار داور پیش از دادن کارت زرد به بازیکن برای رفتارهایی که ممکن است، منجر به تخطی از قوانین شود.
- Warning, Avertissement

وپن، آرم: اسلحه، ابزار و آلت نبرد، در این صفحه منظور از اسلحه، شمشیر می‌باشد.
- Weapon, Arme

## ه
هیت، پرِس: ضربه، برخورد به حریف با تیغه یا پوینت، نه با لزوم دریافت امتیاز.
- Hit, Press

هیت زون، تارگت اِریا: محل‌های مجاز بدن برای «هیت» امتیازگیری با توجه به نوع اسلحه مورد استفاده.
- Hit zone, Target area

هیلت: بخش اول شمشیر، دسته اسلحه که به بخش دوم یعنی تیغه متصل شده‌است.
- Hilt

## ی
یلو کارد: کارت زرد، هشداری اولیه برای بازیکنی که قوانین کلی و جزئی بازی را نقض می‌کند.
- Yellow card

یو-اس-اف-ای: اتحادیه شمشیربازان ایالات متحده آمریکا.
- Abbr: USFA, United States Fencing Association

## بن مایه
1. ↑  "Glossary of fencing". Wikipedia (به انگلیسی). 2022-04-17.
2. ↑  "Fencing rules". Wikipedia (به انگلیسی). 2021-12-07.
3. ↑  "Classical fencing". Wikipedia (به انگلیسی). 2022-04-15.
4. ↑  «Absence of Blade».
5. ↑  «What is Appel in Fencing? Definition and Meaning | SportsDefinitions.com». www.sportsdefinitions.com. دریافت‌شده در ۲۰۲۲-۰۴-۲۱.
6. ↑  Nirbhaya (۲۰۲۱-۱۰-۱۷). «Classical Fencing: The Appel». Onhike (به انگلیسی). دریافت‌شده در ۲۰۲۲-۰۴-۲۱.[پیوند مرده]
7. 1 2  How to Perform a Lunge and an Advance Lunge, retrieved 2022-04-21
8. ↑  «In-Fighting».
9. ↑  "What is a balestra attack in fencing?". Quora (به انگلیسی). Retrieved 2022-04-21.
10. ↑  The Ballestra Lunge & Foil Fencing, retrieved 2022-04-21
11. ↑  «What is Bind in Fencing? Definition and Meaning | SportsDefinitions.com». www.sportsdefinitions.com. دریافت‌شده در ۲۰۲۲-۰۴-۲۱.
12. ↑  Bind Downwards in Foil Fencing, retrieved 2022-04-21
13. ↑  Ceding Parry in Foil Fencing, retrieved 2022-04-21
14. ↑  «Broken-time Definitions | What does broken-time mean? | Best 1 Definitions of Broken-time». www.yourdictionary.com. دریافت‌شده در ۲۰۲۲-۰۴-۲۱.
15. 1 2  "Fencing Supination The position of the hand when the palm is facing up. saxonfencing.co.uk | Fencing club, Fence, Fencing gear". Pinterest (به انگلیسی). Retrieved 2022-04-21.
16. ↑  Tristan (۲۰۲۱-۰۵-۲۷). «What Is Right Of Way In Fencing?». Fencing Prodigy (به انگلیسی). دریافت‌شده در ۲۰۲۲-۰۴-۲۱.
17. ↑  Sabre Line and Line Set Ups [MEGA COMPILATION], retrieved 2022-04-21
18. ↑  «Derobement against point in line».
19. ↑  «Beat-Disengage».
20. ↑  How to Disengage in Foil Fencing, retrieved 2022-04-21
21. ↑  Remises & Reprises in Epee Fencing, retrieved 2022-04-21
22. ↑  "Fencing Equipment List". www.rookieroad.com (به انگلیسی). Retrieved 2022-04-21.
23. ↑  «What Is A Salle? – SALLE GREEN» (به انگلیسی). بایگانی‌شده از اصلی در ۲۵ ژوئن ۲۰۲۲. دریافت‌شده در ۲۰۲۲-۰۴-۲۱.
24. ↑  Semicircular Parry in Foil Fencing, retrieved 2022-04-21
25. ↑  Circular Parry in Foil Fencing, retrieved 2022-04-21
26. ↑  «What is a fleche».
27. ↑  ProAnalyst Fencing Analysis of the Fencing Flick, retrieved 2022-04-21
28. ↑  "Swordsmanship". Wikipedia (به انگلیسی). 2022-03-06.
29. ↑  The Coupe & Foil Fencing, retrieved 2022-04-21
30. ↑  «Compound Attack».
31. ↑  Coule & The Glide in Foil Fencing, retrieved 2022-04-21
32. ↑  Moulinette - what is it and why do it? - Historical fencing, retrieved 2022-04-21
33. ↑  «What is One-two in Fencing? Definition and Meaning | SportsDefinitions.com». www.sportsdefinitions.com. دریافت‌شده در ۲۰۲۲-۰۴-۲۱.
34. ↑  «Fencing - Target Areas». https://thebridge.in/fencing/rules-fencing-scoring-how-play-history-olympics-20295. پیوند خارجی در |وبگاه= وجود دارد (کمک)